# 林克里克鎮區 (阿肯色州范布倫縣)
林克里克鎮區（英語：Linn Creek Township）是位於美國阿肯色州范布倫縣的一個行政鎮區。

## 地方資料
林克里克鎮區的面積為88.01平方千米，當中陸地面積為87.66平方千米，而水域面積為0.35平方千米。根據2010年美國人口普查的數據，當地共有人口655人，而人口密度為每平方千米7.44人。